# 福島交通棚倉出張所
福島交通棚倉出張所（ふくしまこうつうたなぐらしゅっちょうじょ）は、福島県東白川郡棚倉町流に設置されている福島交通白河営業所傘下のバス出張所（営業所）である。

## 概要
白河市・棚倉町・塙町・矢祭町・鮫川村の地区の路線バスを担当している。
出張所最寄バス停名は「棚倉営業所」である。棚倉出張所傘下に塙車庫（はなわしゃこ・東白川郡塙町塙）、東舘車庫（ひがしだてしゃこ、矢祭町内）を擁する。塙車庫最寄バス停名は「塙駅前」である。
所在している東白川郡棚倉町が福島運輸支局いわき自動車検査登録事務所管轄地区のため、所属車両のナンバーは「いわき」となっている。

## 沿革
- 2016年（平成28年）4月1日 - 統合矢祭小学校開校に伴い、従来の東舘車庫発着便を矢祭小学校または中学校前発着とする経路に再編。[1]
- 2019年（令和元年）10月1日 - 営業日が平日のみ変更。この日よりバスの運行も含めて土日休日の営業がなくなる。[2]
- 2022年（令和4年）10月1日 - 佐ヶ草線、那倉線、片貝・矢塚線の3系統を塙厚生病院発着に統一。農耕センター前、松野口、石堀子、長久木の各バス停を廃止。矢塚線は全便が湯遊ランドはなわ・南田代・平野経由に統一（湯遊ランドはなわ周辺は経路変更、長久木経由は廃止）[3]

## 現行路線
全路線土、日、祝日は運休

### 刈敷坂・棚倉線
- 棚倉営業所 - 裁判所口 - 棚倉駅前[4] - 逆川 - 池下 - 釜の子本町 - 刈敷坂
2019年10月1日に従来の白河・棚倉線を廃止（短縮）し、「刈敷坂・棚倉線」として運行開始と共に土・日・祝日は運休となった[5]。

### 東館線
- 矢祭小学校 - 矢祭町役場 - 中学校前[6] - 大内沢 - 石井駅前[7] - 黒助 - 道の駅はなわ - 塙駅前[8] - 塙厚生病院 - 双の平 - 近津駅前 - 棚倉営業所 - 裁判所口 - 棚倉駅前[4]
- 塙駅前 → 塙厚生病院 → 双の平 → 近津駅前 → 棚倉営業所 → 裁判所口 → 棚倉駅前[9]

### 矢塚線・片貝線
- 矢塚大橋 - 矢塚 - 平野 - 南田代入口 - 南田代 - 片貝 - 払川入口 - 湯遊ランドはなわ - 湯岐温泉入口 - 前田 - 七十目 - 川下三百目 - 板庭下 - 塙駅前 - 塙厚生病院
- 矢塚大橋 - 矢塚 - 平野 - 南田代入口 - 南田代 - 片貝 - 払川入口 - 湯遊ランドはなわ - 湯岐温泉入口 - 前田 - 七十目 - 川下三百目 - 板庭下 - 塙中学校 - 塙駅前 - 塙厚生病院
- 片貝 - 払川入口 - 湯遊ランドはなわ - 湯岐温泉入口 - 前田 - 七十目 - 川下三百目 - 板庭下 - 塙駅前 - 塙厚生病院

### 那倉線
- 呼石 - 那倉 - 高柴 - 黒下 - 小橋本 - 七十目 - 川下三百目 - 板庭下 - 塙駅前 - 塙厚生病院[10]
- 呼石 - 那倉 - 高柴 - 黒下 - 小橋本 - 七十目 - 川下三百目 - 板庭下 - 塙中学校 - 塙駅前 - 塙厚生病院

### 佐ヶ草線
- 佐ヶ草 - 松野口 - 下植田 - 坂の下 - 高野里 - 松原 - 代官町 - 塙駅前 - 塙厚生病院
- 佐ヶ草 - 松野口 - 下植田 - 坂の下 - 高野里 - 松原 - 代官町 - 塙中学校 - 塙駅前 - 塙厚生病院

### 塙・鮫川線
- 青少年広場 - 道少田 - 鮫川役場 - 鮫川中学校入口 - 田尻 - 渡瀬 - 常豊小学校 - 塙中学校 - 塙駅前 - 塙厚生病院[11]
2016年10月ダイヤ改正時より、道少田より先1つ、青少年広場まで延長された

### 出戸線
- 出戸 - 赤岡 - 八幡神社前 - 虻沢 - 堀越 - 八幡神社前 - 常豊小学校 - 塙中学校 - 塙駅前 - 塙厚生病院

### 中学校・宝坂線
- 追分 - 高野谷地 - 入宝坂 - 矢祭小学校 - 矢祭町役場 - 中学校前[12]

### 上茗荷線
- 上茗荷 - 塩の海入口 - 歯朶平 - 塩の平 - 矢祭駅前[13] - 真木野 - 滝の沢 - 矢祭町役場 - 矢祭小学校 - 矢祭町役場 - 中学校前[14]

### 矢祭ニュータウン経由大垬線
大垬明神 - 東舘駅前間は、茨城交通：太田 - 東舘線の福島県側廃止代行運行路線。この経緯により、周辺のバス路線で唯一東館駅構内に乗り入れる。
- 大垬明神[15][16] - ふれあい館前 - 下関局前 - 矢祭工業団地入口 - 矢祭ニュータウン - 小田川 - 矢祭小学校 - 東舘駅前 - 矢祭町役場 - 中学校前[17]
- 矢祭ニュータウン → 小田川 → 矢祭小学校 → 東舘駅前 → 矢祭町役場 → 中学校前[18]

## かつて運行されていた路線

### 白河・棚倉線
- 棚倉営業所 - 裁判所口 - 棚倉駅前 - 逆川 - 池下 - 釜の子本町 - 刈敷坂 - 五箇郵便局 - 文化センター - 白河旭高校 - 白河駅前
棚倉駅 - 新白河・白河駅間はJRバス白棚線も営業しているが、福交路線は逆川から旧・東村中心街（釜の子）を通り、福島県道11号白河石川線を経て白河方面へと向かう。白河営業所と共管路線であった。また、かつては塙駅 - 棚倉営業所 - 白河駅前間の「白河・塙線」も運行されていた。

### 白河・塙線
- 棚倉営業所 - 裁判所口 - 棚倉駅前 - 逆川 - 池下 - 釜の子本町 - 刈敷坂 - 五箇郵便局 - 文化センター - 白河旭高校 - 白河駅前

### 棚倉・山本線
- 山本 - 山口 - 小山田 - 居出金 - 公民館前 - 平塩 - 平塩上 - 山本不動尊 - 高瀬 - 薬師堂 - 中の内 - 手沢入口 - 蛭内 - 近津南 - 近津小学校 - 近津駅前 - 棚倉営業所 - 裁判所口 - 棚倉駅前

2021年4月1日の改正で廃止

## 棚倉出張所附近の施設など
- 棚倉警察署
- TSUTAYA棚倉店
  - 中豊駅#駅周辺も参照

## 塙車庫附近の施設など
- 磐城塙駅#駅周辺を参照

## 参考資料
- 福島交通バス時刻表
- 運賃表（販売用）
- バス路線案内県南版
  - いずれも2014年4月現在
- 平成28年10月1日より、乗合バスの路線並びに停留所の改変があります - 福島交通公式ページ、2016年10月1日閲覧